# Le Chemin du bonheur
Pour plus de détails, voir Fiche technique et Distribution.
Le Chemin du bonheur est un film français réalisé par Jean Mamy, sorti en 1934.

## Fiche technique
- Titre : Le Chemin du bonheur
- Réalisation : Jean Mamy
- Scénario : Michel Duran
- Dialogues : Michel Duran
- Photographie : Boris Kaufman
- Décors : Maurice Guerbe
- Musique : René Sylviano
- Société de production : Films Pierre Mathieu
- Pays d'origine :  France
- Format :  Noir et blanc - 1,37:1 - 35 mm - son mono
- Genre : Comédie
- Durée : 102 minutes
- Date de sortie : France, 5 janvier 1934

## Distribution
- Simone Alex : Lulu
- Alfred Pizella : Fred
- Fernand Charpin
- Yahla Salève : Simone
- Michel Duran : Claude
- Émile Riandreys : André
- Clément Doucet : Camille, le pianiste
- Jean Périer : M. Bargetin père
- Georges Térof
- Simone Dorly